# 旅順要塞

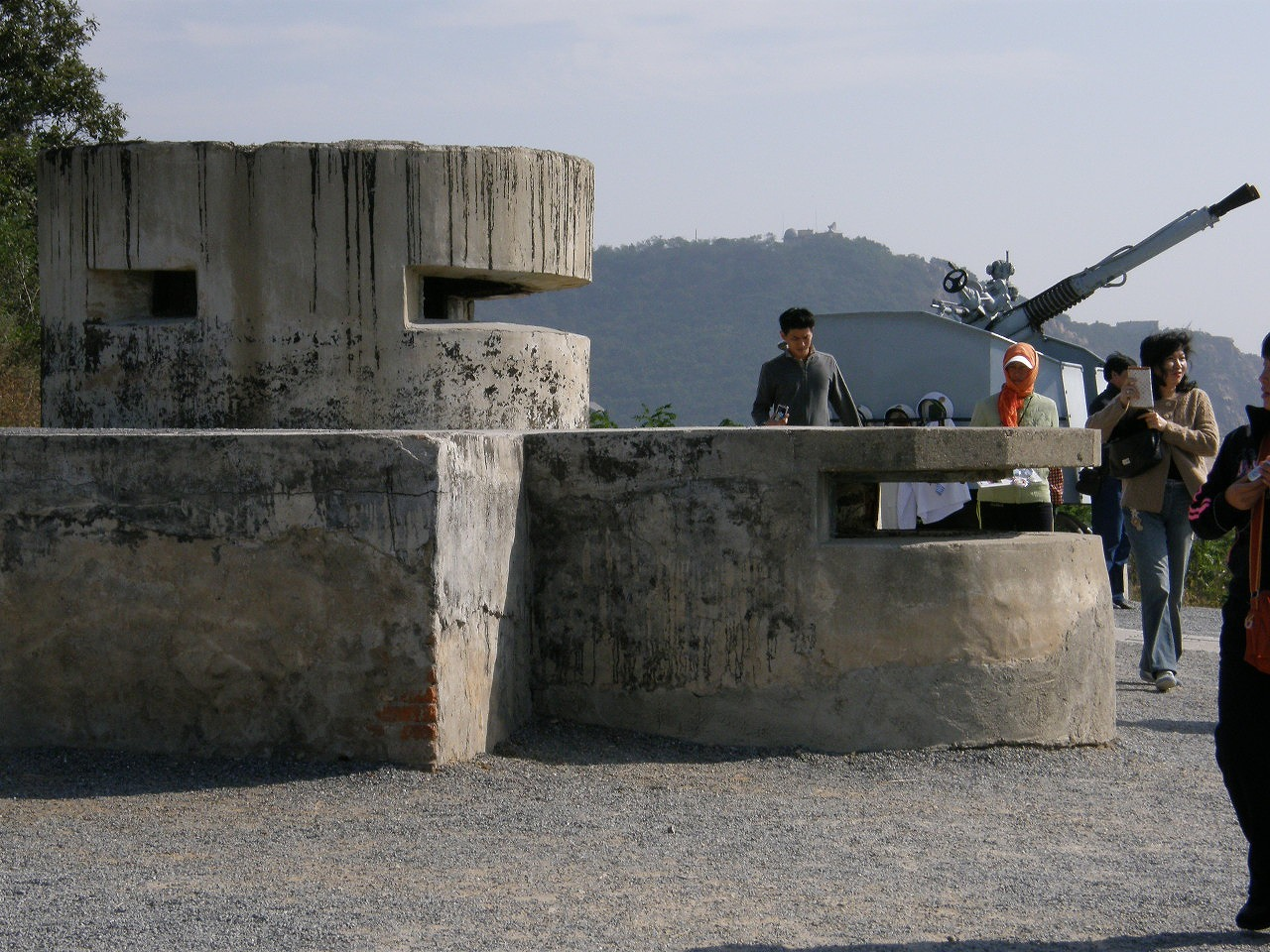
清の時代の沿岸砲台であるとされるもの

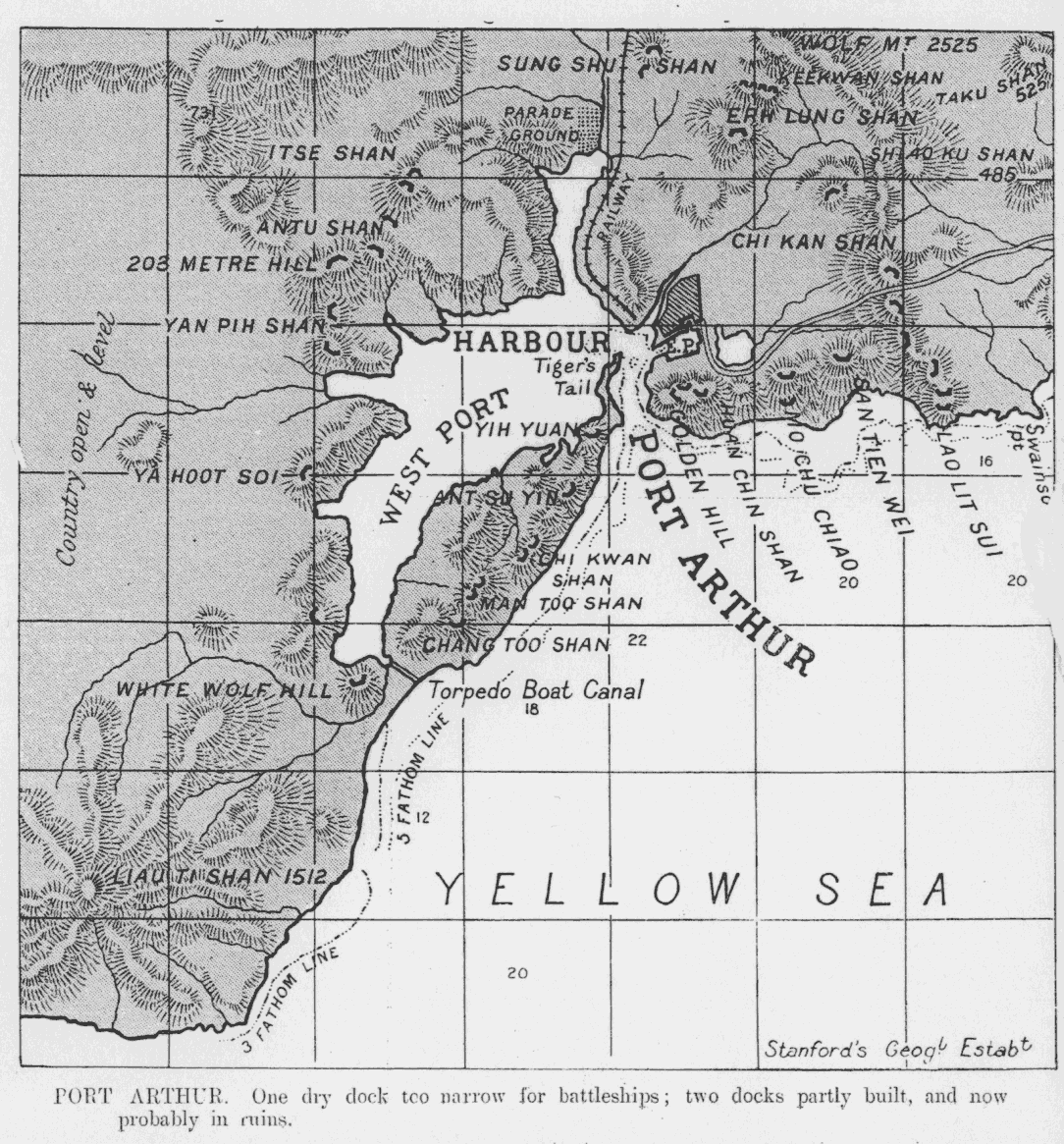
1906年に描かれた旅順の地図。要塞の拠点が地図上に示されている。

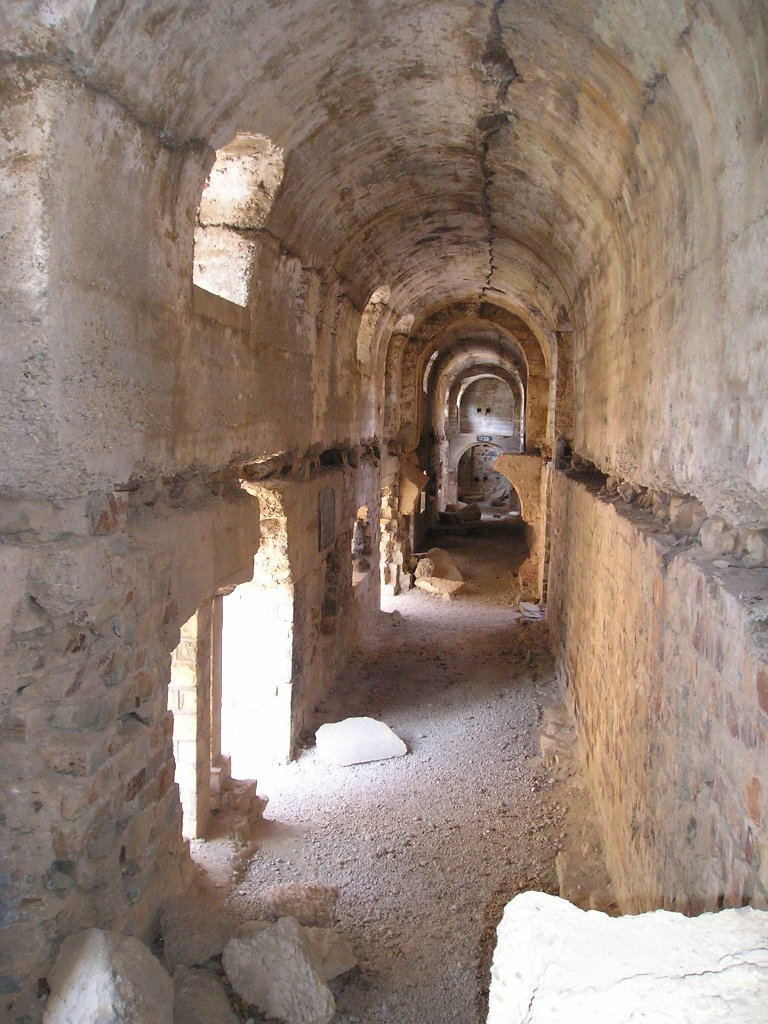
要塞遺構の内部

旅順要塞（りょじゅんようさい）とは、遼東半島先端部の旅順にあった要塞。近代において旅順軍港は清帝国、ロシア帝国、大日本帝国、中華人民共和国に利用され、その軍港を防衛するための拠点として旅順要塞は建設・運用された。

## 清の旅順要塞
清は19世紀後期に旅順に北洋艦隊の基地を置き、その防衛のために旅順の要塞化が始まった。日清戦争では日本軍の攻撃を受け、1895年11月下旬に旅順口の戦いとなったが、清国軍の士気は低く短時間の戦闘で陥落した。

## ロシア帝国の旅順要塞
日清戦争後の下関条約では遼東半島は日本に割譲されたが、三国干渉の結果、清に返還された。代わってロシア帝国が清から遼東半島を租借すると、旅順はロシア帝国海軍の太平洋艦隊の基地として使用されることになった。旅順要塞もロシア陸軍の手によって機関銃の導入など大規模な強化が行われ、二竜山堡塁、松樹山堡塁、東鶏冠山北堡塁など強力な陣地が設置された。
日露戦争では再び日本軍の攻撃を受けて激戦地となり、旅順攻囲戦が発生した。なかでも203高地での戦闘が著名となった。4か月以上の戦闘の末に、1905年1月1日にロシア軍守備隊は降伏した。日本陸軍は旅順要塞司令部を設置し、旅順口鎮守府を置き、旅順口根拠地を築いた。兵員配備・補給は佐世保鎮守府の管掌で、傷病兵は日本郵船の病院船神戸丸で佐世保に運ばれ、佐世保海軍病院で治療を受けた。ロシアが1900年に設立した赤十字病院は、戦後には旅順赤十字病院として日本軍に引き継がれたという。

## 日本の旅順要塞
日露戦争後のポーツマス条約の結果、遼東半島の関東州租借権はロシアから日本に譲渡され、旅順要塞も日本軍の管理下となった。旅順港には引き続き日本海軍の旅順鎮守府が置かれ、1914年には旅順要港部となった。
日本陸軍は関東州駐屯の関東軍を編成し、満州事変までは司令部を旅順に置いた。日本陸軍は旅順要塞の防衛部隊の主力として旅順重砲兵連隊を編成し、太平洋戦争前には旅順要塞重砲兵連隊（通称号：満64部隊）に改称したが、1944年に連隊を廃止した。第一次世界大戦、第二次世界大戦を通じて旅順要塞自体は特段の戦闘を経験することはなかった。ただし、ノモンハン事件に際して、旅順重砲兵連隊の1個中隊（八九式十五糎加農砲2門）を穆稜重砲兵連隊に配属して出動させている。
- 旅順重砲兵連隊 - 旅順要塞重砲兵連隊に改称。
- 旅順要塞重砲兵連隊（編成地：旅順）
  - 1941年（昭和16年）7月16日編成 - 1944年（昭和19年）10月11日廃止
  - 最終連隊長 - 瀬田善四郎

### 旅順要塞司令部
司令官
- 伊地知幸介 少将：1905年1月9日 -
- 税所篤文 少将：1907年4月1日 - 1910年2月26日死去
- 押上森蔵 中将：1910年3月9日 - 1912年4月26日
- 中村愛三 少将：1912年4月26日 - 12月26日
- 大久保徳明 中将：1912年12月26日 - 1913年8月22日
- 青木宣純 中将：1913年8月22日 - 1915年12月27日
- 足立愛蔵 中将：1916年1月21日 - 1916年8月18日
- 白井二郎 中将：1916年8月18日 -
- 金久保万吉 少将：1918年7月17日 -
- 宮田為之 少将：1918年8月19日 - 1920年8月10日[3]
- 緒方多賀雄 中将：1920年8月10日 - 1921年7月20日[4]
- 種子田秀実 中将：1921年7月20日 - 1923年8月6日
- 竹上常三郎 中将：1923年8月6日 -
- 宮地久寿馬 中将：1924年2月4日 -
- 白石通則 少将：1924年8月20日 -
- 木下文次 少将：1925年5月1日 -
- 河田四十一 少将：1927年7月26日 -
- 山田勝康 少将：1928年3月8日 -
- 厚東篤太郎 中将：1929年8月1日 -
- 大谷一男 少将：1931年10月1日 -
- 安藤紀三郎 中将：1932年4月11日 - 1934年3月5日[5]
- 鏡山巌 少将：1934年3月5日 -
- 田中稔 少将：1934年12月10日 -
- 中島三郎 中将：1935年12月2日 -
- 周山満蔵 中将：1936年8月1日 -
- 伊藤義雄 中将：1938年7月15日 -
- 井出宣時 中将：1939年8月1日 -
- 太田米雄 少将：1940年8月1日 -
- 不明：1942年4月1日 -
- 柳田元三 予備役中将：1944年6月23日 -
- 不明：1945年5月30日 -

## 中華人民共和国の旅順要塞
旅順は中国海軍の基地として利用されている。